# Schutzgottstele von Gölpınar

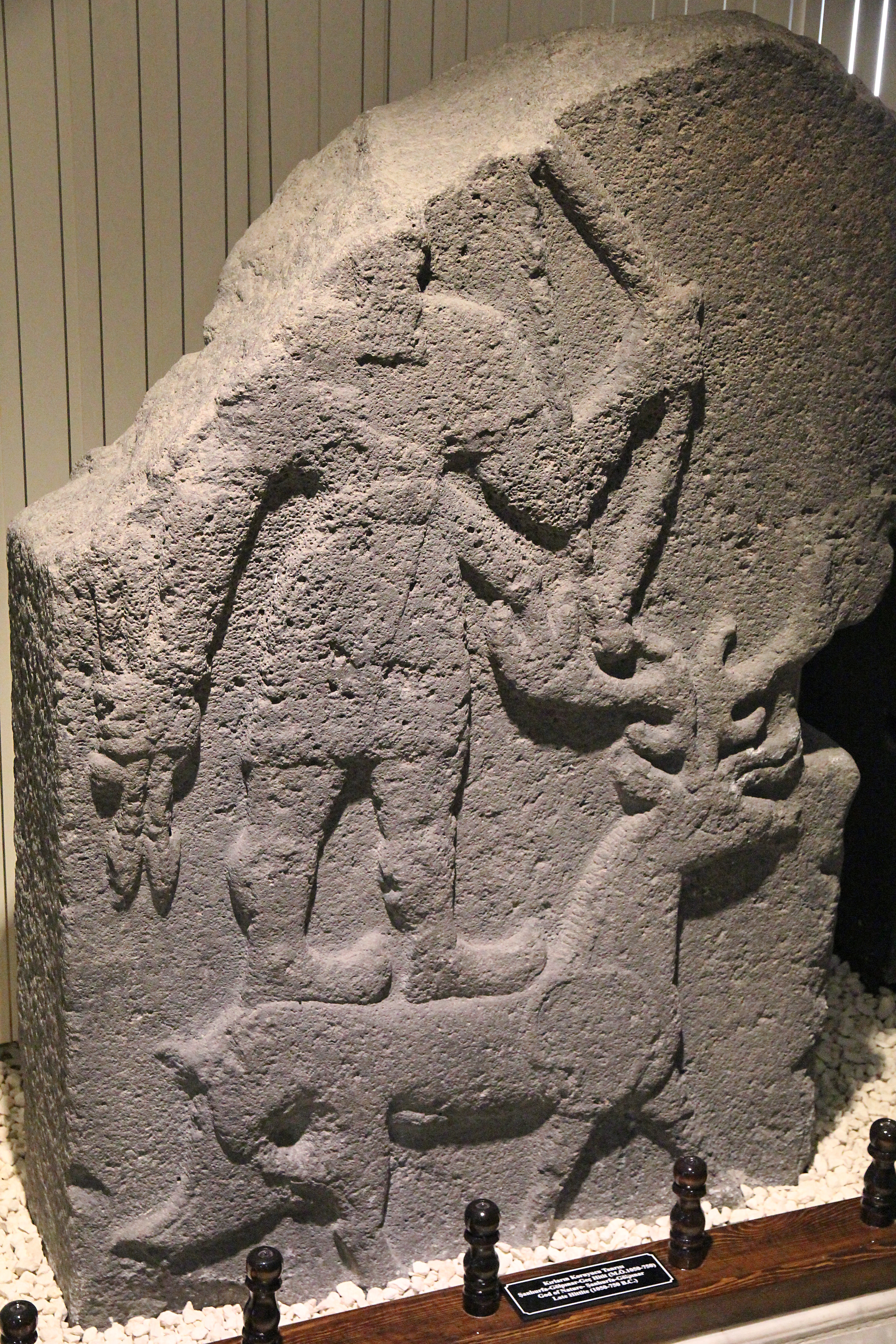
Stele von Gölpınar

Die Schutzgottstele von Gölpınar ist ein späthethitisches Monument aus der Umgebung von Şanlıurfa in der Südosttürkei. Sie ist im Archäologischen Museum Şanlıurfa ausgestellt.

## Fundort
Die Stele wurde auf einem Feld im Dorf Gölpınar gefunden, das zum İlçe Karaköprü der Provinz Şanlıurfa, einem Stadtbezirk der Provinzstadt, gehört. Der Fundort liegt etwa 13 Kilometer nördlich des Stadtzentrums. Im gleichen Ort wurde auch eine stilistisch ähnliche Stele des Wettergottes gefunden.

## Beschreibung
Der Basaltblock ist 1,16 Meter hoch, 0,75 Meter breit und hat eine Dicke von 0,20 Metern. Er zeigt eine nach rechts gewandte männliche Figur, die auf einem Hirsch steht. Der Erhaltungszustand ist gut. Am Kopf des Tiers ist ein rechteckiges Stück ausgeschnitten, im Hinterkörper des Hirschs ist ein Loch gebohrt. Links oben ist ein Teil der Stele abgebrochen, sodass der Kopf des Mannes oberhalb des Barts fehlt. Wie in hethitischen Darstellungen üblich, sind Kopf und Beine im Profil abgebildet, der Oberkörper dagegen frontal. Er ist mit einem kurzen Rock und einem kurzärmligen Oberteil bekleidet. Der Rock hat vorn eine Falte in der Mitte und einen breiten Saum am unteren Rand. Vom Kopf ist nurmehr der keilförmige Bart erhalten, der aus Lockenreihen besteht und auf die Brust herabhängt. An den Füßen trägt die Person die für derartige Bilder typischen Schnabelschuhe mit hochgebogener Spitze. Die Bewaffnung besteht aus einem Schwert, das im Gürtel steckt und dessen Spitze nach vorn zeigt. Die linke Hand hält nach vorn ausgestreckt einen Bogen, die hinter dem Körper herabhängende rechte zwei Pfeile mit nach unten zeigenden Spitzen. Der Hirsch hat ein zweiteiliges Geweih, dessen Verzweigungen wiederum aus zwei kurzen und einem längeren Arm mit zwei Enden bestehen. Augen und Brauen sind über der langen Schnauze mit feinen Linien angedeutet, ebenso wie Haare an der Halsoberseite. Über den Vorderläufen sind in Reliefform Muskeln dargestellt. Ein Stummelschwanz und das Geschlechtsorgan sind ebenfalls zu erkennen.
Die Darstellung der auf dem Hirsch stehenden Figur ist bereits aus der Zeit der assyrischen Handelsniederlassungen in Anatolien zu Beginn des 2. Jahrtausends v. Chr. bekannt und wird als hethitischer oder luwischer Schutzgott interpretiert. Abbildungen aus dem 1. Jahrtausend v. Chr. sind unter anderem bekannt aus Malatya, vom Felsrelief am Karasu und von der Stele von Hacıbebekli, wo der luwische Schutzgott der Flur Runtiya gezeigt ist. Die dortigen Reliefs zeigen im Aufbau Ähnlichkeiten mit Gölpınar, der Stil weist jedoch auf eine lokale Tradition hin. Aufgrund von ikonographischen und stilistischen Details datiert der türkische Archäologe Fikri Kulakoğlu die Stele an den Beginn des 9. Jahrhunderts v. Chr.